# Turovské předhůří
Turovské předhůří je geomorfologický podcelek Kremnických vrchů.

## Vymezení
Nachází se v jihovýchodní části pohoří a poměrně plynule se svažuje do údolí Hronu. Zvolenská kotlina a její podcelky Bystrické podolie a Sliačska kotlina sousedí na východě, Javorie svojí Lomnianskou vrchovinou a Pliešovská kotlina na jihovýchodě. Jižně, oddělené řekou Hron, se nacházejí Štiavnické vrchy a jejich podcelky Skalka a Hodrušská hornatina a ze západu a severu jsou to už jen podcelky Kremnických vrchů, Jastrabská vrchovina na krátkém úseku na západě a Flochovský chrbát na severozápadě.

## Ochrana přírody
Tak jako v jiných podcelcích Kremnických vrchů, ani v této části nejsou žádná rozsáhlá chráněná území. Jedinou přírodní památkou je Turovský sopúch a NPR Boky.